# Kelley Jones

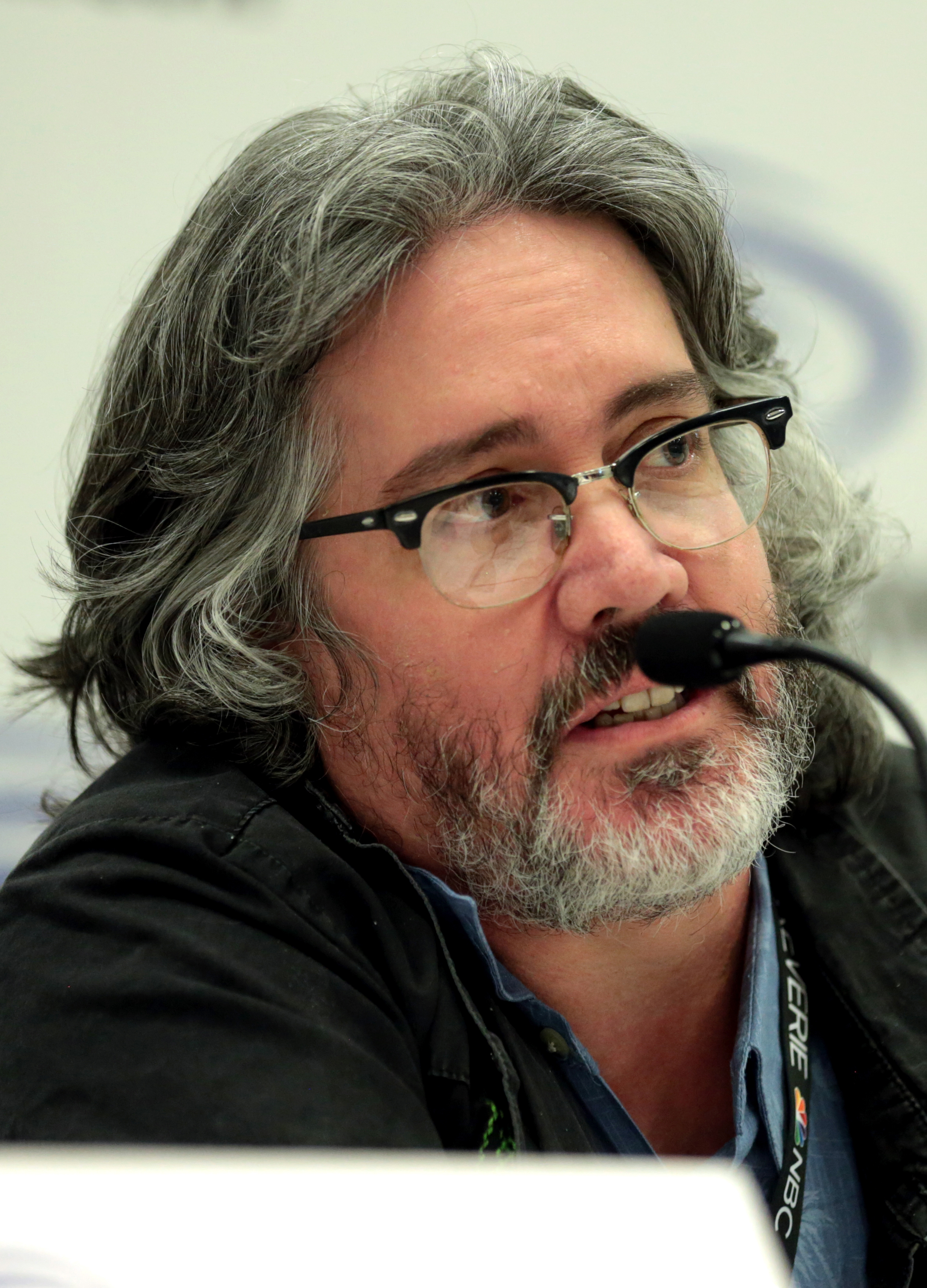
Kelley Jones, 2018

Kelley Jones (* 23. Juli 1962 in Sacramento) ist ein US-amerikanischer Comiczeichner.

## Karriere
Seine erste Arbeit für DC Comics war 1989 Deadman: Love after Death #1–2, geschrieben von Mike Baron. Am populärsten ist wohl seine sehr unkonventionell geratene Interpretation der Figur des Batman. So zeichnete er die Ausgaben #515–519, 521–525, 527–532 und 535–552 der monatlichen Batmanserie, sowie die Trilogie Batman/Dracula (Batman/Dracula: Red Rain, Batman: Bloodstorm, Batman: Crimson Mist). Alle diese Geschichten wurden von dem Autor Doug Moench geschrieben, der erste Band von Malcolm Jones III, die beiden letzten von John Beatty getuscht. Zudem zeichnete er von 1992 bis 1994 verschiedene Cover der Serien Batman und Detective Comics, insbesondere die expressionistischen Titelblätter der bekannten Knightfall-Storyline.
Seine Arbeiten an der Batman-Reihe erschienen auf Deutsch beim Dino Verlag. Seine erste Batman/Dracula-Story sowie einige Cover erschienen als Alben erstmals bei Carlsen Comics, die beiden anderen bei Panini Comics.

## Arbeiten

### Dark Horse Comics
- Aliens: Hive #1–4 (1992)
- Conan: The Book of Thoth #1–4 (2006)
- The Hammer #1–4 (1997–1998)
- The Hammer: The Outsider #1–3 (1999)
- The Hammer: Uncle Alex #1 (1998)
- The 13th Son #1–4 (2005–2006)

### DC Comics
- Action Comics Weekly #618–621, 623, 625–626 (Deadman Serial) (1988)
- Aquaman #34 (2018)
- Batman #515–519, 521–525, 527–532, 535–552 (1995–1998)
- Batman Vol. 2 #35 (2014)
- Batman/Dracula: Red Rain (1991)
- Batman Annual #27 (2009)
- Batman: Bloodstorm (1994)
- Batman: Crimson Mist (1999)
- Batman: Dark Joker – The Wild (1993)
- Batman: Gotham after Midnight #1–12 (2008–2009)
- Batman: Haunted Gotham #1–4 (2000)
- Batman: Kings of Fear #1–6 (2018–2019)
- Batman: Unseen #1–5 (2009–2010)
- The Books of Magic Annual #3 (1999)
- Countdown to Final Crisis #19 (2008)
- Countdown Presents: The Search for Ray Palmer: Red Rain #1 (2008)
- Crusades #1–20 (2001–2002)
- Crusades: Urban Decree #1 (2001)
- DC Infinite Halloween Special #1 (2007)
- DCU Halloween Special '09 #1 (2009)
- Deadman Exorcism #1–2 (1992–1993)
- Deadman: Love after Death #1–2 (1989–1990)
- Detective Comics #1000 (2019)
- Detective Comics Annual #11 (2009)
- Doom Patrol Vol. 2 #36 (1990)
- Flinch #3 (1999)
- Harley Quinn Annual #1 (2014)
- Joker's Asylum II: Clayface #1 (2010)
- Manhunter #3–4 (1988)
- The New Teen Titans Vol. 2 #47, Annual #4 (1988)
- The Sandman #17–18, 22–24, 26–27 (1990–1991)
- Sleepy Hollow #1 (2000)
- The Spectre Vol. 3 #16 (Inker) (1994)
- Superman/Batman #65 (2009)
- Swamp Thing Vol. 2 #94, 100 (1990)
- Swamp Thing Vol. 6 #1–6 (2016)
- Swamp Thing Winter Special #1 (2018)

### IDW Publishing
- Frankenstein Alive, Alive! #4 (2018)

### Marvel Comics
- Air Raiders #1–5 (1987–1988)
- Comet Man #1–6 (1987)
- Dino-Riders #1–3 (1989)
- The Incredible Hulk Vol. 2 #368 (Inker) (1990)
- Magneto #1–4 (1996–1997)
- Marc Spector: Moon Knight #42 (Inker) (1992)
- Marvel Comics Presents #50–53 (1990)
- Micronauts #54–58 (Inker); #59 (1983–1984)
- Micronauts: The New Voyages #1–6, 8–16, 18, 20 (1984–1986)
- Rom #54 (Inker) (1984)
- Spider-Man 2099 #9 (1993)
- Venom: The Madness #1–3 (1993–1994)
- What If? #47 (1984)
- X-Men and the Micronauts #1–4 (1984)

| Personendaten    | Personendaten                   |
| ---------------- | ------------------------------- |
| NAME             | Jones, Kelley                   |
| KURZBESCHREIBUNG | US-amerikanischer Comiczeichner |
| GEBURTSDATUM     | 23. Juli 1962                   |
| GEBURTSORT       | Sacramento                      |